# Droits LGBT aux îles Féroé

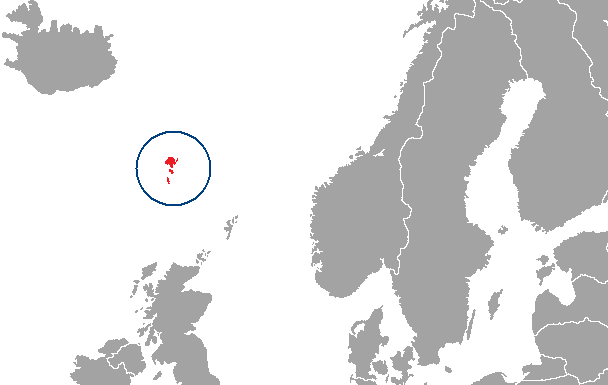
Localisation des Îles Féroé.

Les droits LGBT aux Îles Féroé, pays constitutif du Royaume du Danemark, semblent moins prononcés que dans les deux autres pays. Néanmoins, cette différence juridique est de moins en moins forte, le pays devenant plus libéral sur ce sujet.

## Dépénalisation de l'homosexualité
L'homosexualité est légale dans les Îles Féroé depuis 1933, en tant que pays constitutif du Danemark.
La majorité sexuelle a été fixée à 18 ans pour les hommes ayant des rapports sexuels avec des hommes. Alors que le Danemark et le Groenland ont abaissé cet âge à 15 ans en 1977, comme pour les rapports hétérosexuels. Aux Îles Féroé la majorité sexuelle n'a été modifié qu'en 1988.

## Protection contre les discriminations
Au Danemark, l'interdiction des discriminations liées à l'orientation sexuelle est entrée en vigueur en 1987. Le Parlement féroïen a proposé un projet de loi similaire en 1988, mais il a été rejeté avec seulement 1 vote « Oui » et 17 « Non ». Le projet de loi n'a pas été remis à l'ordre du jour jusqu'en novembre 2005 où il a été de nouveau rejeté, avec 12 « Oui », 20 « Non » et une abstention. Les députés ayant voté contre ont fait savoir que « l'homosexualité va à l'encontre de la Bible, les discriminations contre les personnes sur les bases bibliques doivent être légales ». À l'occasion de ce débat, de nombreux propos ont été signalés, comme ceux des membres du Løgting assimilant les LGBT à « des pécheurs, des pédophiles ». Ce vote a vivement été critiqué par un député islandais.
Malgré ces tentatives législatives, le thème de la protection sexuelle par la loi n'est redevenu une source de débat public après que Rasmus Rasmussen, musicien ouvertement gay et populaire animateur de radio dans le pays ait été violemment agressé par cinq hommes à Tórshavn qui ont également harcelé sa famille. À la suite de cela, la police a refusé de traiter cette affaire car il n'y avait pas de loi interdisant les discriminations contre les minorités sexuelles, à l'époque, dans les Îles Féroé. Une pétition sur internet a recueilli 20 000 signatures à travers le monde, exhortant le Løgting à légiférer en ce sens. Dans le même temps, un sondage commandé en 2006 par le journal féroïen Sosialurin, montrait que si un référendum devait se tenir pour inclure l'orientation sexuelle dans la loi anti-discriminations, 39,1% y répondraient favorablement alors que 49,7% des Féroïens le rejetteraient.
Le 15 décembre 2006, lors d'un nouveau vote, les députés ont adopté, par 17 voix « pour » et 15 « contre » l'inclusion des mots « orientation sexuelle » dans la loi de lutte contre les discriminations, au paragraphe 266B de celle-ci. Ce paragraphe dispose : « Celui qui, publiquement ou dans l'intention de la diffusion à un cercle plus large, fait une déclaration ou une autre communication par laquelle un groupe de personnes est menacé, insulté ou dégradé en raison de sa race, sa couleur de peau, son origine nationale ou ethnique, sa religion ou son orientation sexuelle, est passible d'une amende ou d'une peine d'emprisonnement de deux ans ». La loi est entrée en vigueur le 1er janvier 2007, les Îles Féroé devenant ainsi le dernier pays d'Europe du Nord à interdire la discrimination et le harcèlement fondés sur l'orientation sexuelle.

## Tableau récapitulatif
| Dépénalisation de l’homosexualité                                                   | Depuis 1933            |
| Majorité sexuelle identique à celle des hétérosexuels                               | Depuis 1988            |
| Interdiction des discours de haine contre les LGBT                                  | Depuis 2007            |
| Interdiction de la discrimination liée à l'orientation sexuelle à l'embauche        | Non                    |
| Interdiction de la discrimination liée à l'identité de genre dans tous les domaines | Non                    |
| Mariage civil ou partenariat civil                                                  | Depuis 2017            |
| Adoption conjointe dans les couples de personnes de même sexe                       | Depuis 2017            |
| Adoption par les personnes homosexuelles célibataires                               | Depuis 2017            |
| Droit pour les gays de servir dans l’armée                                          | Responsabilité danoise |
| Droit de changer légalement de genre (après stérilisation)                          | Non                    |
| Gestation pour autrui pour les gays                                                 | Non                    |
| Accès aux FIV pour les lesbiennes                                                   | Non                    |
| Autorisation du don de sang pour les HSH                                            | Non                    |